# Mesoleptus agnatus
Mesoleptus agnatus är en stekelart som först beskrevs av Forster 1876.  Mesoleptus agnatus ingår i släktet Mesoleptus och familjen brokparasitsteklar. Inga underarter finns listade i Catalogue of Life.